# Agostocarididae
Agostocarididae Hart & Manning, 1986 é uma família de crustáceos decápodes da superfamília Bresilioidea que agrupa camarões das grutas calcárias anquialinas. A família foi criada para acomodar a espécie estigobítica Agostocaris williamsi, de Grand Bahama e Turks e Caicos.

## Géneros e espécies
Conhecem-se as seguintes espécies do género Agostocaris:
- Agostocaris acklinsensis Alvarez, Villalobos & Iliffe, 2004
- Agostocaris bozanici Kensley, 1988
- Agostocaris williamsi Hart & Manning, 1986